# Campaña romana

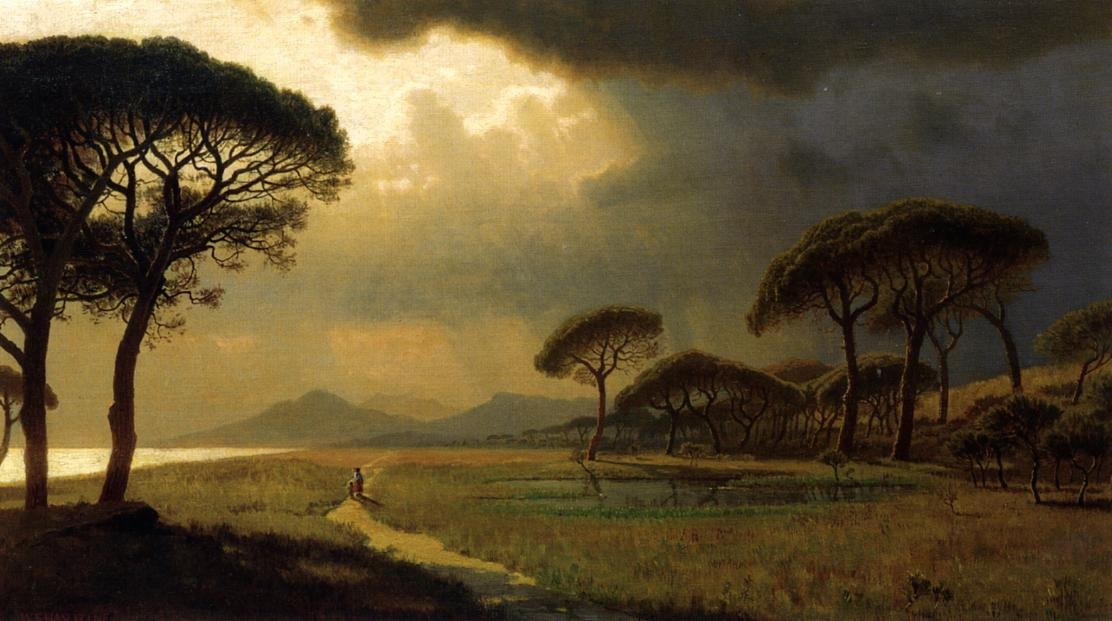
William Stanley Haseltine, Luz en la mañana, Campaña Romana.

La Campaña romana (en italiano: Campagna romana, o simplemente Campagna) es una zona baja que rodea la ciudad de Roma en el Lacio, con un área de aproximadamente 2100 km². Geográficamente se haya limitada por los montes de la Tolfa y Sabatinos al norte, las colinas Albanas al sudeste y el mar Tirreno al oeste. Los ríos Tíber y Aniene surcan la región.
Durante el Imperio romano fue un importante centro agrícola y residencial, abandonado luego en la Edad Media por los problemas de agua para la agricultura y la malaria. La belleza del paisaje hizo de la región meca de peregrinaje de pintores italianos en los siglos XVIII y XIX. Una excursión en la zona era típica del Grand Tour. La región fue reaprovechada agrícola y urbanamente en los siglos XIX y XX, destruyéndose parte de la Campaña con la extensión metropolitana de Roma. La única zona verde continuada sigue la antigua Vía Apia.